# 梅勒·拉斯洛
梅勒·拉斯洛（匈牙利語：Mérő László，1949年12月11日—），匈牙利数学家、厄特沃什·羅蘭大學的心理学教授。

## 生平
他出生於1949年12月11日在匈牙利布达佩斯，他拿了1974年数学家學硕士在心理学文學碩士在布厄特沃什·羅蘭大學。 
1974年开始其职业生涯。

## 獎項
- 2019年 評審團一等獎 (Mondrian Blocks), "Nob Yoshigahara Puzzle Design Competition"[2]

## 出版物
- Ways of Thinking : The Limits of Rational Thought and Artificial Intelligence, 1990. ISBN 981-02-0266-0 （英文）
- Moral Calculations : Game Theory, Logic and Human Frailty, 1998, ISBN 0-387-98419-4) （英文）
- Rubik's Puzzles : The Ultimate Brain Teaser Book, 2000. ISBN 1-85868-790-X) （英文）
- Mérő, László. The Logic of Miracles, Yale University Press, New Haven, CT, 2018. （英文）